# 徐芳田
徐芳田（1898年10月16日—1976年2月24日），字念轩，祖籍浙江省江山市人。教育家，基础教学普及专家及史地学专家。一生致力于办学建校及管理。任职南京中央大学（东南大学）图书馆馆长。温州师范学校（温州大学）校长。1938年创立瑞安林垟学校。任江山县立简易师范学校校长。任杭州女子中学（杭州第十四中学）教务长。1976年2月24日于杭州逝世。 2018年为徐芳田先生诞辰120周年。

## 生平
1898年10月生于江山，1976年2月24日卒于杭州，享年78岁。先生从小家境贫寒，20岁前一直在家务农，利用农闲时间随任教私塾的父亲学习《四书》，《五经》等书籍。由于天资聪颖，1924年考入南京国立中央大学（现为东南大学）。1928年毕业于该校教育系史地专业 。
1929年春至1931年秋任职于南京国立中央大学（东南大学）区立通俗教育馆图书馆馆长（该馆1930年改为江苏省立民众教育馆，馆址位于南京韬园，期间长子徐韬园诞生于此）。尔后到浙江民众教育实验学校（校址杭州新民路）任图书馆长。于1935年至1939年，出任温州师范学校（校址瑞安郑楼）校长，该校系现温州大学前身。在《竺可桢全集》第六卷（日记）中曾有记载：「1936.3.13（南京），接小谷先生函（为其子姚尚午事，请作函与温州师范校长徐芳田）」。
1935年8月为纪念黄溯初捐出郑楼小学校址创办温州大学，校长徐芳田负责建造溯初亭，并撰《溯初亭记》嵌于亭内，以纪念这一段兴学历史。
1936年任郑楼实验乡长。1938年为增扩学生实验基地，创建了瑞安林垟镇温州师范附属小学（现为瑞安林垟学校），为普及全民基础教学做出了贡献。
1941年春夏之交，曾在浙江处州（现丽水）中学短期任教后，到浙赣铁路任职工子弟教育委员会总干事工作。1944年夏又到江山肇和中学（校址江山三卿口）及衢州中学（现为浙江省衢州第一中学）任教，年底出任江山县立简易师范学校（校址江山县河顶）校长。1946年秋至1954年夏，先生在浙江省杭州高级中学（杭州第一中学）任教，为史地教研组长。1954年秋调至浙江省立女子师范学校（现杭州第十四中学）任教务长工作，直至1959年退休。
徐芳田先生毕生从事教育工作，辛勤劳作，沉醉其间。在学校师生关系融洽，深得学生爱戴。新中国成立后，先生努力学习新思想，热爱新社会，严格要求子女努力学习，勤奋工作，为社会主义事业多做贡献。五位子女中，两位儿子先后应征入伍保家卫国，另三位也是子承父业任教高等院校，毕生贡献于祖国教育大业，可谓桃李满天下。

## 家庭
妻子毛叔昕女士，浙江江山市人。1904年10月4日生于浙江省江山县清漾村，1994年12月24日卒于杭州，享年91岁。毛叔昕的长兄为著名的国学大师毛子水先生（原为北京大学教授，北京大学图书馆馆长，台湾大学中文系教授）。在丈夫任职教务长期间，为教职工家属开办文化补习班，可谓相夫教子之楷模。她为人友善，豁达开朗，克勤克俭，抚养五个儿子及其后代成长。
徐芳田先生与夫人故去后，共眠于杭州南山陵园。 徐芳田、毛叔昕夫妇育有五子，依次为：徐韬园、徐重光、徐三光、徐四光和徐五光，他们各自在其学术领域中都有所建树。